# Villa de Arriaga
Villa de Arriaga é um município do estado de San Luis Potosí, no México.